# HMS Royal Sovereign (1857)
Pour les autres navires du même nom, voir HMS Royal Sovereign.
Le HMS Royal Sovereign est un vaisseau de ligne de 1er rang de 121 canons de la Royal Navy. Avec l'essor de la vapeur et de la propulsion à hélice, il est converti sur la cale de lancement en un navire de 131 canons.

## Construction
La quille est posée le 17 décembre 1849. La conversion commence le 25 janvier 1855. Il est finalement lancé le 25 avril 1857 dans la flotte de réserve.
Après plusieurs années d'inactivité, on le sélectionne pour être converti en un navire à tourelle expérimental à l'instigation du capitaine Cowper Phipps Coles, qui croit qu'un navire sans mât armé de canons montés sur une tourelle est la meilleure conception possible pour un navire de défense côtière. L'ordre de procéder à la conversion est émis le 4 avril 1862.
On rase jusqu'au pont inférieur, lui laissant entre 2,1 et 2,4 m de franc-bord. Les ponts et les flancs de la coque sont renforcés pour transporter l'armement prévu et pour absorber les forces de recul des canons.
Un retard a lieu, on constate que la découpe des bordés a été trop importante, et que le navire manque de franc-bord nécessitant une reconstruction des bordés de flancs. À l'issue de sa conversion le 20 août 1864, il est le premier navire britannique armé d'une tourelle, et le seul à avoir une coque en bois. Son rapport longueur/largeur est légèrement inférieur à 4/1, ce qui est le plus petit rapport jamais utilisé dans les navires blindés britanniques.
La conception originale comprend cinq tourelles, chacune porte soit deux canons à âme lisse de 68 livres, soit un canon à âme lisse de 100 livres. On modifie pour une configuration à quatre tourelles, avec une tourelle jumelle de 167 tonnes et trois tourelles simples de 150 t. Les canons initiaux sont des canons lisses de 270 mm qui tirent un boulet d'acier sphérique de 150 livres. En 1867, ils sont tous remplacés par des canons à chargement par la bouche de 230 mm.
Le 15 janvier 1866, trois coups de feu sont tirés à bout portant contre la tourelle arrière du Royal Sovereign par l'un des canons de 230 mm portés par le Bellerophon pour évaluer la résistance des tourelles de Coles. Alors que les plaques de blindage de la tourelle sont déplacées et qu'un coup perce l'arrière de la tourelle, la capacité de la tourelle à tourner et les canons à tirer ne furent pas altérés.

## Histoire
Il est mis en service à Portsmouth pour le service dans la Manche, où il tient un service opérationnel limité et sert pour les tests et l'évaluation des canons et des tourelles. Il est désarmé en octobre 1866, puis remis en service en juillet 1867 pour la revue navale. Il est ensuite transféré à l'école d'artillerie navale HMS Excellent en tant que navire d'artillerie jusqu'en 1873, date à laquelle il est remplacé par le Glatton et rétrogradée en réserve de quatrième classe. Il n'y a aucun autre service jusqu'à sa vente en mai 1885.